# Неджип Фазіл (станція метро)
41°00′59″ пн. ш. 29°10′45″ сх. д. / 41.01639° пн. ш. 29.179267° сх. д.
Неджип Фазіл (тур. Necip Fazıl) — станція лінії М5 Стамбульського метро в Умраніє
. 
Відкрита 21 жовтня 2018 року разом з іншими станціями у черзі Яманевлер — Чекмекьой.

Розташована під проспектом Алемдаг у кварталі Неджип Фазіл, Умраніє.
Пересадки:  
- автобуси: 11G, 11V, 11R, 14, 14A, 14AK, 14CE, 14T, 19S, 19SB, 131, 131A, 131B, 131H, 131T, 131TD, 131Ü, 522, 522B, ÇM41, ÇM43, ÇM44, UM60, UM61, UM62, UM73 [3]
- Маршрутки: Ускюдар — Алемдаг, Ускюдар — Тавукчуйолу Джд. — Алемдаг, Віапорт — Дудуллу,Султанбейлі — Меджидіє — Дудуллу, Султанбейлі — Дудуллу, Дудуллу — Ташделен — Абдуррахмангазі, Дудуллу — Абдуррахмангазі, Дудуллу — Маденлер — Абдуррахмангазі

Конструкція — станція закритого типу мілкого закладення, має острівну платформу та дві колії.
Станція має 3 виходи, 4 ліфти та 12 ескалаторів. Зі станції є вихід до торгового центру «Метрогарден».